# Naso mcdadei
Naso mcdadei là một loài cá biển thuộc chi Naso trong họ Cá đuôi gai. Loài cá này được mô tả lần đầu tiên vào năm 2002.

## Từ nguyên
Loài cá này được đặt theo tên của Michael McDade, một tay câu cá bằng giáo điêu luyện và là một nhân viên ghi chép lâu năm của Liên đoàn Hoạt động dưới nước (Australian Underwater Federation) ở Úc, là người đã sưu tầm và tặng nhiều loài cá quý hiếm cho Bảo tàng Queensland, bao gồm cả loài cá này.

## Phạm vi phân bố và môi trường sống
N. mcdadei có phạm vi phân bố rộng rãi ở vùng biển Ấn Độ Dương - Thái Bình Dương. Loài cá này xuất hiện dọc theo vùng bờ biển Đông Phi (cụ thể là ngoài khơi Mozambique và Nam Phi), bao gồm một số đảo quốc thuộc Ấn Độ Dương là Mauritius, Chagos và Maldives, cũng như quần đảo Dampier (ngoài khơi Tây Úc), trải rộng sang phía đông đến vùng biển một số nước Đông Nam Á (trừ Biển Đông và vịnh Thái Lan) và phía tây - nam Papua New Guinea; về phía nam tới rạn san hô Great Barrier; phía bắc tới cực nam đảo Đài Loan. Năm 2013, N. mcdadei đã được ghi nhận ở vịnh Sagami và ngoài khơi bán đảo Satsuma (Nhật Bản), mở rộng phạm vi của loài này về phía bắc.
N. mcdadei sống gần những rạn san hô và đá ngầm ở độ sâu khoảng từ 20 đến 65 m.

## Mô tả
Chiều dài cơ thể tối đa được ghi nhận ở N. mcdadei là 75 cm. Cơ thể hình bầu dục thuôn dài, có màu lam xám sẫm đến nâu lục sẫm; phần bụng nhạt màu hơn. Có 2 phiến xương nhọn chĩa ra ở mỗi bên cuống đuôi, tạo thành ngạnh sắc. N. mcdadei không có sừng trên trán, nhưng có một cục bướu nhô lên trước mũi. Vây đuôi cụt.
Số gai ở vây lưng: 5; Số tia vây ở vây lưng: 26 - 31; Số gai ở vây hậu môn: 2; Số tia vây ở vây hậu môn: 26 - 29; Số tia vây ở vây ngực: 16 - 17; Số gai ở vây bụng: 1; Số tia vây ở vây bụng: 3.

## Sinh thái
N. mcdadei sống đơn lẻ hoặc theo nhóm. Chúng ăn các loài tảo và động vật phù du lớn.

### Trích dẫn
- J. W. Johnson (2002). “Naso mcdadei, a new species of unicornfish (Perciformes: Acanthuridae), with a review of the Naso tuberosus species complex” (PDF). Australian Journal of Zoology. 50: 293–311. doi:10.1071/ZO01049.